# Peel P50

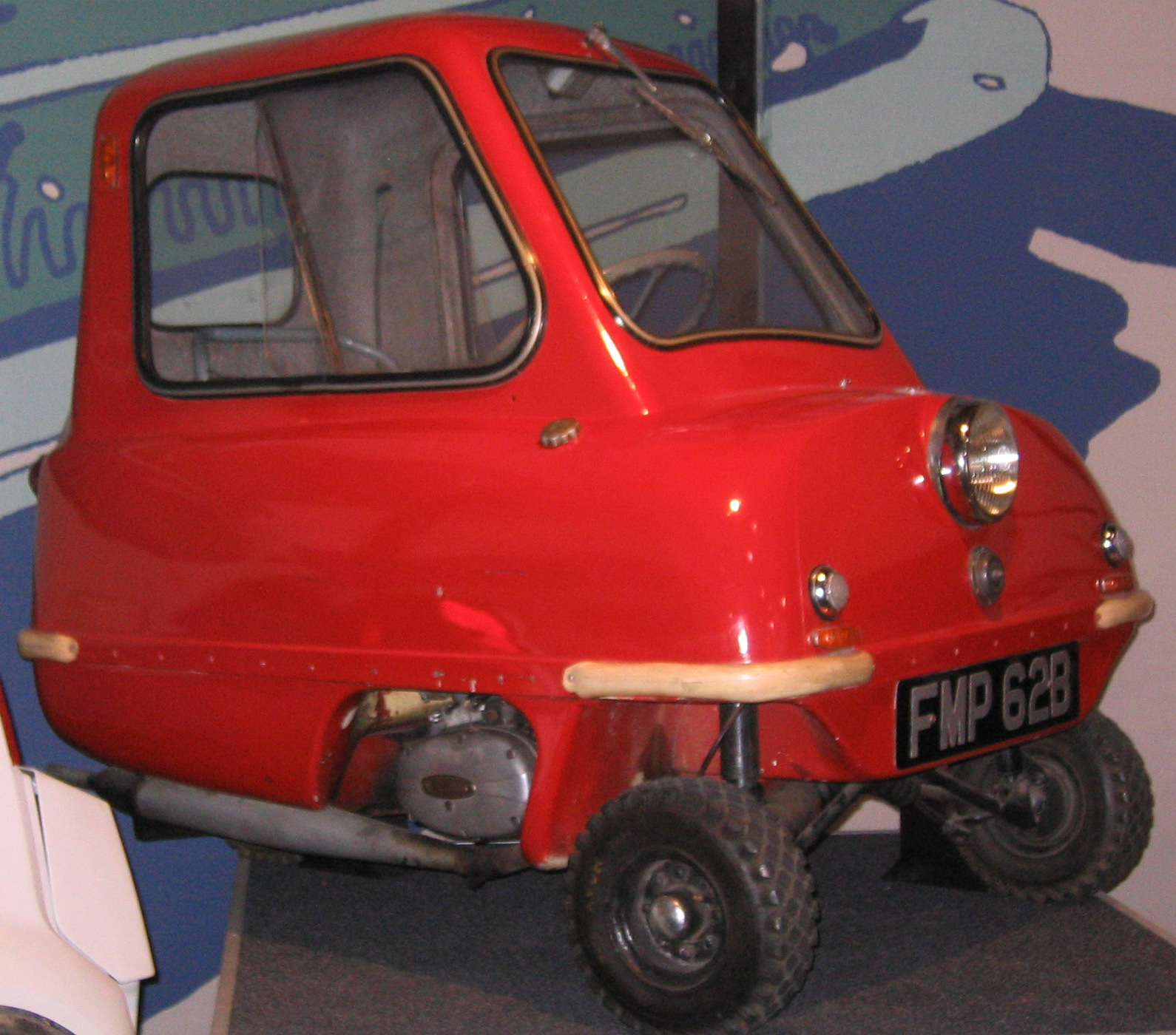
Peel P50 in het Beaulieu Motor Museum.

De Peel P50 was een Britse dwergauto. Het was het eerste product van Peel Engineering LTD.
Het autootje uit 1963 was 134 cm lang, 99 cm breed en 120 cm hoog. Het woog slechts 59 kilo en werd aangedreven door een DKW-bromfietsmotortje van 49cc. De topsnelheid bedroeg 61 km per uur. Omdat de Peel P50 niet bepaald stabiel was, viel rijden op topsnelheid niet aan te raden. Ook was het voertuig erg lawaaiig.
Er zat geen achteruitversnelling op. Wie achteruit wilde rijden moest uitstappen, en het voertuig optillen en ronddraaien middels een speciaal hiervoor aangebracht handvat.
De Peel P50 heeft nog immer het record van kleinste productieauto. Hij was overigens geen groot succes; er werden ongeveer 47 stuks gebouwd. Hij werd opgevolgd door de Peel Trident.